# Línea 19 (Tucumán)
La Línea 19 es una línea de colectivos urbana de San Miguel de Tucumán, Tucumán, Argentina. Esta posee un recorrido circular y es operada por BYV Transportes S.R.L. La línea fue creada en 2000 y concesionada a la empresa el 8 de agosto de 2003 como un servicio de transporte público periférico de la capital. 

## Recorrido

### Ramal Sentido Horario[2][3]
Desde Av. Fco. de Aguirre y Av. J. B. Justo, por esta, Av. N. Avellaneda, Av. B. Aráoz, Av. B. Terán, Av. P. M. Aráoz, Plazoleta Dorrego, Av. Marina Alfaro, Independencia, Moreno, Larrea, Jujuy, Av. Independencia, Lidoro Quinteros, Alsina, Lincoln, Av. N. Kirchner, Av. A. de la Vega, Av. América, Pje. 43/72 N.O., Diag. Abogados, calle principal Barrio FEPUT, Ramirez de Velazco, Castro Barros, Av. Fco. de Aguirre, Av. Juan B. Justo.

### Ramal Sentido Antihorario[4][5]
Desde Av. Fco. de Aguirre y Av. J. B. Justo, por esta, Av. N. Avellaneda, Av. B. Aráoz, Av. B. Terán, Av. P. M. Aráoz, Pzta. Dorrego, Av. Marina Alfaro, Independencia, Moreno, Larrea, Jujuy, Av. Independencia, Lidoro Quinteros, Alsina, Lincoln, Av. N. Kirchner, Av. A. de la Vega, Av. América, Pje. 43/72 N.O., Diag. Abogados, calle principal Bº FEPUT, Ramirez de Velazco, Castro Barros, Av. Fco. de Aguirre, Av. Juan B. Justo.

## Lugares de Interés
- Terminal de Ómnibus de San Miguel de Tucumán
- Hospital Centro de Salud
- Parque 9 de Julio
- Cementerio del Norte
- Hospital del Carmen
- Quinta Agronómica (U.N.T)
- Hipermercado Libertad